# Decaisnina angustata
Decaisnina angustata är en tvåhjärtbladig växtart som först beskrevs av Bryan Alwyn Barlow, och fick sitt nu gällande namn av B.A. Barlow. Decaisnina angustata ingår i släktet Decaisnina och familjen Loranthaceae. Inga underarter finns listade i Catalogue of Life.